# Alon P. Winnie
Alonzo „Alon“ Palm Winnie (* 16. Mai 1932 in Whitefish Bay, Wisconsin; † 18. Januar 2015 in Glenview, Illinois) war ein US-amerikanischer Arzt, Anästhesist und Hochschullehrer.

## Leben
Alon Winnie wurde als zweiter Sohn des Radiosportreporters Russell "Russ" G. Winnie († 1957) und dessen Ehefrau Evelyn "Avie" Winnie († 1958) geboren. Er hatte noch einen Bruder Griff Winnie. Nach seinem Abschluss an der Milwaukee Country Day School, erlangte er den undergraduate degree (oder first degree, bachelor's degree) der Princeton University. Hier waren seine Interessen zunächst die englische Sprache und Poetik.
Aber schon in Princeton besuchte er die premedical courses und studierte im Anschluss an der Northwestern University Medical School Medizin. Seinen M.D. erwarb er im Jahre 1958. Im Jahre 1959 erkrankte er schwer an Poliomyelitis und war seit an als Rollstuhlfahrer berufstätig. Er überlebte nach einer Tracheotomie am 26. Oktober 1959 und der Beatmung am Mueller-Mørch Piston Respirator den schweren Verlauf. Zwei Jahre zuvor war sein Vater im Alter von neunundvierzig Jahren plötzlich an einem massiven Herzinfarkt verstorben. Ihm folgte seine Mutter dann in dem folgenden Jahr, und nochmals ein Jahr später starb sein Bruder 25-jährig an einer Subarachnoidalblutung.
Nach seinem Studium praktizierte er bis zum Jahre 1972 am Cook County Hospital als Anästhesist. Später wurde er zum Chair of the Department of Anesthesiology der University of Illinois Medical Center bestimmt. In diesen Jahren, von 1971 bis 1972, war er Präsident der Illinois Society of Anesthesiologists. Eine Position, die er für sieben Jahre innehatte. 1989 wurde Winnie Direktor des University of Illinois Pain Control Centers. Eine Funktion, die er bis zum Jahre 1992 innehatte, dann konnte man ihn für das Cook County Hospital gewinnen wo als Vorsitzender des Department of Anesthesiology and Pain Management wirkte.
Im Jahre 1975 war Winnie gemeinsam mit Jordan Katz, Donald Bridenbaugh, Harold Carron und P. Prithvi Raj der fünf Gründungsväter der American Society of Regional Anesthesia and Pain Medicine (ASRA), der er auch als erster Präsident bis 1980 vorstand.
Winnie starb nach einem Schlaganfall im Glenbrook Hospital in Glenview, (Illinois). Er hinterließ seine Ehefrau und eine Tochter Debbie sowie die zwei Söhne Alon, Russell Winnie.
Einen Namen machte er sich in der Medizin durch die Verbesserung der Regionalanästhesietechniken, so etwa der Interskalenären Blockade (1964). Er war als Hochschullehrer an der Northwestern University Feinberg School of Medicine in Chicago (Illinois) tätig. Winnie war in mehr als einem Dutzend wichtiger medizinischer Gesellschaften als Mitglied oder in führender Funktion tätig.
Das Porträt seiner Persönlichkeit wird abgerundet durch das Erwähnen seiner künstlerischen Interessen, er liebte die darstellenden Künste, war an Theaterproduktionen beteiligt und komponierte eigene Musikstücke.

## Werke
- Plexus Anesthesia: Volume I Perivascular Techniques of Brachial Plexus Block (Plexus Anesthesia). W.B. Saunders Company, 1983, ISBN 0-7216-1172-9.
- Interscalene brachial plexus block. In: Anesth Analg. 49 (3), 1970 May-Jun, S. 455–466. PMID 5534420
- We salute. In: Anesthesia & Analgesia. September/October 1975, Volume 54, Issue 5, S. 600–601.
- mit K. E. Langen, K. D. Candido, M. King und G. Marra: The effect of motor activity on the onset and progression of brachial plexus block with bupivacaine: a randomized prospective study in patients undergoing arthroscopic shoulder surgery. In: Anesth Analg. 106 (2), 2008 Feb, S. 659–663, table of contents. doi:10.1213/ane.0b013e31815edad6.
- mit Zerin P. Dadabhoy: Regional Anesthesia for Cesarean Section in a Parturient with Noonan's Syndrome Author Affiliations & Notes. In: Anesthesiology. 4 1988, Vol. 68, S. 636–638.
- mit S. Ramamurthy und Z. Durrani: The inguinal paravascular technic of lumbar plexus anesthesia. In: Anesthesia & Analgesia. 52, 1973, S. 989–996.